# مولان سفلی
مولان سفلی یک روستا در ایران است که در دهستان مهماندوست واقع شده‌است. مولان سفلی ۱۱ نفر جمعیت دارد.